# Craterocephalus lentiginosus
Craterocephalus lentiginosus és una espècie de peix pertanyent a la família dels aterínids.

## Descripció
- Pot arribar a fer 8 cm de llargària màxima (normalment, en fa 5,5).[5][6]

## Hàbitat
És un peix d'aigua dolça, bentopelàgic i de clima tropical (17°S-18°S).

## Distribució geogràfica
Es troba al riu Upper Roe i el seu afluent Wyulda (regió de Kimberly, Austràlia Occidental, Austràlia).

## Observacions
És inofensiu per als humans.